# Балин
Балин (на английски: Balin) е водач на джуджетата във фантастичната Средна земя на британския фентъзи писател Джон Роналд Руел Толкин. Той е син на Фундин и по-голям брат на джуджето Дуалин. Роден е през 2763 г. от Третата епоха на Средната земя. Балин участва в пътешествието до Самотната планина, което е описано в романа „Хобитът“. Там той пътува заедно с Билбо Бегинс, Торин Дъбощит, Гандалф и единадесет други джуджета.
 Внимание:  Текстът по-долу разкрива сюжета на произведението (или части от него)!
Балин е част от дванайсетте джуджета, които тръгват заедно с Торин Дъбощит, за да убият дракона Смог и да освободят Самотната планина. В „Хобитът“ Балин е второто по ред джудже, което пристига в дома на Билбо Бегинс. Преди него пристига единствено неговия брат Дуалин. Балин и Дуалин свирят на виола. От джуджетата, които участват в пътешествието описано в Хобитът, Балин е вторият по възраст след Торин Дъбощит.
В романа за Балин се казва, че той винаги е нащрек. Той първи забелязва огъня на троловете и първи разбира за приближаването на елфите от Мраколес. Билбо Бегинс успява да се доближи до групата незабелязан от Балин, след като успява да избяга от гоблините в Мъгливите планини, но тогава Билбо е скрит от магията на Единствения пръстен, който той намира точно преди това. След този случай Балин започва да изпитва уважение към уменията на Билбо Бегинс. Балин е единствения от групата, който пожелава да слезе в бърлогата на дракона Смог заедно с Билбо Бегинс. Балин също така е единственото джудже от групата, за което е известно че след края на пътешествието е посетило Билбо в Торбодън.
През 2989 г. Т.Е. Балин напуска Еребор и прави опит да освободи Мория от орките, които са се заселили там. Заедно с него отиват и джуджетата Флои, Оин, Ори, Фрар, Лони и Нали. През 2994 г. Т.Е. Балин е убит от оркски стрелец в Мория.
Във „Властелинът на пръстените“ Фродо Бегинс и другите от Задругата на пръстена откриват гроба на Балин, докато се опитват да преминат през Мория.

## Родословие на Балин
```
                       Фарин
                        | 
                -----------------------
                |                 |
               
Гроин
              
Фундин

                |                 |
                |                 |
       ----------------        -----------------
       |          |        |           |
       |          |        |           |
       
Оин
         
Глоин
       
Балин
         
Дуалин

                    |
                    |
                   
Гимли
```